# Ejercicio legítimo de un derecho, oficio o cargo
El art. 20,7º del Código Penal español nos indica que está exento de responsabilidad penal “el que obre en cumplimiento de un deber o en el ejercicio legítimo de un derecho, oficio o cargo”. Por lo tanto, dentro del ordenamiento jurídico corresponde al Derecho penal la función de prevenir, prohibiendo y castigando, los hechos más lesivos de la vida social. Por oficio hay que entender cualquier profesión privada, sea liberal o no, requiera o no título facultativo o de otra clase y precise o no licencia administrativa. Por cargo han de entenderse aquellas profesiones cuyo ejercicio lleva consigo el desempeño de funciones públicas con carácter permanente o eventual. 

Conflicto de leyes
El Ordenamiento Jurídico no puede dar lugar a conflictos de leyes como la de permitir, por un lado, una conducta y sancionarla luego por otro. Por ello el Derecho penal español, nos precisa la circunstancia en las que se da una auténtica causa de justificación general. Se permite la agresión al bien jurídico por razón de intereses que se estiman preferentes. En principio, la ley sólo establece deberes específicos de lesionar bienes jurídicos para quienes ejercen determinados cargos públicos.

Exención de Responsabilidad penal
Se trata de una circunstancia que da lugar a la exención de responsabilidad criminal dado que se elimina uno de los elementos fundamentales de la infracción criminal: la antijuridicidad. El artículo 20,7º del Código Penal contiene una cláusula general de justificación. Las tres eximentes diferentes del art.20.7º, nacen del mismo principio general: quien obra conforme a Derecho nunca puede comportarse antijurídicamente. Todas poseen en común la exigencia de que su ejercicio sea legal.
Poseen especial valor los supuestos de ejercicio de un derecho  o cumplimiento de un deber dados por el ejercicio de un oficio, como los relativos a la profesión de abogado, médico o periodista (secreto profesional, intromisiones en el honor e intimidad de terceros, determinadas intervenciones quirúrgicas y tratamientos médicos). El cumplimiento de un deber nacido del ejercicio de un cargo público comprende en concreto los referentes a la acción de los agentes de la autoridad sobre todo cuando se emplea violencia o coacción, y en los supuestos que pueden dar lugar a privaciones de libertad, de la intimidad, lesiones a la integridad o la muerte de un ciudadano, todo ello con la finalidad de preservar el orden público.

Requisitos
Son diversos los requisitos del eximente respecto del uso de fuerza por parte de la autoridad. Uno de ellos es que el sujeto activo sea autoridad, funcionario público o agente de la autoridad. Las condiciones de legalidad del acto se hallan previstas por el Derecho de un modo lo suficientemente preciso para que no plantee dudas excesivas su justificación. Asimismo, debe tener competencia para el uso de medios violentos en el ejercicio de sus funciones. La actuación se debe haber producido dentro del ejercicio de sus funciones. Otro requisito es que tuvo que realizarse una ponderación entre el riesgo y el deber de intervención en todo tiempo y lugar, para que se de ello, tuvo que existir cierto grado de resistencia o de actitud peligrosa de la víctima. Por lo tanto tuvo que ser necesario el uso de violencia, por lo que sin empleo de violencia no le hubiera sido posible cumplir con la obligación de su cargo. La violencia o coacción concreta utilizada debe ser empleada lo menos posible. Cabe destacar que puede apreciarse la eximente incompleta si falta alguno de los requisitos no esenciales antes descritos.
La jurisprudencia ha venido sosteniendo en numerosos sentencias que es precios que se pueda dar lugar a una agresión ilegítima por lo que no constituye, en principio, un requisito específico de la eximente del artículo tratado. La necesidad puede faltar porque no se precisa ninguna clase de fuerza para realizar el cometido público de que se trate (necesidad abstracta), o porque, aun siendo necesario cierto grado de fuerza, no lo sea la clase o cantidad que se ha empleado (necesidad concreta). En el primer caso no cabe eximente, mientras que en el segundo puede dar lugar a la eximente incompleta. Asimismo, puede darse la circunstancia de errónea suposición del uso de la fuerza por la Autoridad o sus agentes. Habrá que absolver si el error es invencible y castigar si es vencible. Por otro lado, si  se da la necesidad del empleo de violencia pero falta la específica necesidad de la proporcionalidad de su uso dará lugar a la eximente incompleta.

Los tratamientos quirúrgicos
Cabe destacar la especial consideración del tratamiento médico-quirúrgico. La doctrina tradicional en España y nuestra jurisprudencia creen necesario justificar estos tipos acudiendo a la eximente del art. 20,7º. En palabras de Mir Puig se entiende que el problema se plantea cuando las intervenciones curativas correctamente efectuadas resultan fallidas, por lo que cabe preguntarse si realizan o no el tipo que prevé la lesión o muerte producida. La finalidad curativa del médico excluirá el dolo directo, puesto que quien quiere curar no busca lesionar, pero no necesariamente el dolo eventual (en intervenciones de gran riesgo). Se plantea la cuestión de si concurre el tipo imprudente. Las intervenciones médicas no curativas como las meramente estéticas si el resultado es fallido o se produzca algún accidente la impunidad vendrá dada  por el consentimiento. Sin el consentimiento del paciente sólo podrá dar lugar a otro tipo de delito: el de coacciones del art. 172 CP. Podría admitirse la justificación de las lesiones producidas por las intervenciones correctas pero fracasadas, en virtud de la eximente del art.20,7º.

Referencias
ORTIS BERENGUER, Enrique; MATALLÍN EVANGELIO Ángela, GONZÁLEZ CUSSAC, José L.; ROIG TORRES Margarita: Derecho Penal Parte General. Tomo VI
MIR PUIG, Santiago: " Derecho Penal ( Parte General) 8ª Edición. 
MUÑOZ CONDE, Francisco: Derecho Penal ( Parte General) 6.ª edición.
- Datos: Q5820586